# Inezgane
Inezgane (en àrab إنزكان, Inzgān; en amazic ⵉⵏⴻⵣⴳⴰⵏ) és un municipi de la prefectura d'Inezgane-Aït Melloul, a la regió de Souss-Massa, al Marroc. Segons el cens de 2014 tenia una població total de 130.333 persones. Està situat al marge nord del riu Oued Souss a uns 13 km al sud d'Agadir, a la costa atlàntica del Marroc. En molts sentits és un suburbi d'Agadir, però a diferència d'aquesta ciutat que se centra sobretot en el turisme, Inezgane és una ciutat típica marroquina. Inezgane és l'eix principal de transport per a la regió, atès que està situada en la intersecció de les carreteres N1, N8 i N10.
La ciutat és coneguda no només pels seus socs i joieria de plata, sinó que també pel seu mercat alimentari; en aquest context, el dimarts és el principal dia de mercat a la ciutat a causa de l'afluència dels pobles veïns els qui arriben a Inezgane a comercialitzar els seus productes i comprar uns altres.
El nom d'Inezgane deriva de la paraula amaziga anzigane que significa ‘la cova’ o ‘aquesta cova’, i es deu a la gran quantitat de coves que hi ha a la regió.